# Federazione pallavolistica della Nigeria
La Federazione nigeriane di pallavolo (eng. Nigeria Volleyball Federation, NVBF) è un'organizzazione fondata per governare la pratica della pallavolo in Nigeria.
Organizza il campionato maschile e femminile, e pone sotto la propria egida la nazionale maschile e femminile.
Ha aderito alla FIVB nel 1972.